# Trichembola
Trichembola is een geslacht van vlinders van de familie tastermotten (Gelechiidae).

## Soorten
- T. epichorda Meyrick, 1918
- T. fuscata Meyrick, 1918
- T. idiarcha Meyrick, 1931
- T. opisthopa Meyrick, 1926
- T. oreia Ghesquière, 1940
- T. palynata Ghesquière, 1940
- T. pantalaena (Walsingham, 1911)
- T. segnis Meyrick, 1918